# ビラーワル・ブットー・ザルダーリー
ビラーワル・ブットー・ザルダーリー（シンド語: بلاول ڀٽو زرداری、ウルドゥー語: بلاول بھٹو زرداری、英: Bilawal Bhutto Zardari、1988年9月21日 - ）は、パキスタンの政治家。パキスタン人民党 (PPP) 党首。元外務相。
ベーナズィール・ブットー元首相とアースィフ・アリー・ザルダーリー大統領の子で、パキスタン初の民選首相にして人民党結党者のズルフィカール・アリー・ブットー大統領の孫にあたる。ビラーワル・ザルダーリー・ブットーとも表記される。

## 来歴

### 教育
第二次ブットー政権時はカラチグラマースクールで学んでいたが、イスラマバードのフレーベル国際学校に通った。後にドバイのラシッド男子校にも通い、生徒会の副会長を務めた。彼はテコンドーの黒帯を所持している。2010年6月までオックスフォード大学で学んだ。

### 人民党党首
2007年12月30日、ビラーワルはパキスタン人民党の党首に選任された。暗殺されたベーナズィールの後継候補として夫のアースィフ・アリーの名が挙がっていたが、息子が職を後継し、アースィフ・アリーは共同党首となった。記者会見で、アースィフ・アリーはビラーワルが今後「ビラーワル・ザルダーリー」ではなく「ビラーワル・ブットー・ザルダーリー」の名を使用することを発表した。人民党のウェブサイトでは、彼の名はビラーワル・ザルダーリー・ブットーと表記されている。

### ベーナズィール・ブットー暗殺
2007年12月、ベーナズィールが暗殺されるとパキスタンに一時帰国した。ビラーワルはオックスフォード大学での研究を修了してから党務に専念したいとしていた。オックスフォードでの彼の警護には、最低でも毎年100万ポンドかかると見込まれていた。2008年9月には、父の大統領就任式での宣誓に立ち会うため帰国した。

### 政界入り
2018年に国民議会議員に初当選。2022年4月11日にシャバズ・シャリーフが首相に就任し、4月27日に外務大臣として入閣。33歳での外務大臣就任は同国史上最年少であった。2023年7月に外務大臣として来日。2023年8月14日にシャリーフ政権が終焉したことに伴い、ザルダーリー外務大臣を退任した。

## 土地問題
2009年、ビラーワルとアースィフ・アリーの親子がイスラマバードの本来なら20億ルピーほどする一等地をたった6200万ルピーで買い上げたことが明るみに出た。この問題は国会でも非常に真剣に取り上げられ、なかでも野党のパキスタンイスラム連盟（PML）は親子に対し国立国会事務局の休会動議を提出した。